# Kistokaj
Kistokaj là một thị trấn thuộc hạt Borsod-Abaúj-Zemplén, Hungary. Thị trấn này có diện tích 9,76 km², dân số năm 2010 là 2100 người, mật độ 215 người/km².